# Gambusia longispinis
Gambusia longispinis är en fiskart som beskrevs av Minckley 1962. Gambusia longispinis ingår i släktet Gambusia och familjen Poeciliidae. IUCN kategoriserar arten globalt som sårbar. Inga underarter finns listade i Catalogue of Life.